# Glaucium refractocarpum
Glaucium refractocarpum là một loài thực vật có hoa trong họ Anh túc. Loài này được Gilli mô tả khoa học đầu tiên năm 1955.